# Belgian American Football League 2015
La Belgian American Football League 2015 è stata la 28ª edizione del campionato di football americano di primo livello, organizzato dalla BAFL.

## Squadre partecipanti
| Club                          | Città        | Stadio | Sponsor ufficiale | Risultato nella stagione 2014 |
| ----------------------------- | ------------ | ------ | ----------------- | ----------------------------- |
| Antwerp Diamonds              | Anversa      |        |                   |                               |
| Brussels Black Angels         | Bruxelles    |        |                   |                               |
| Brussels Tigers               | Bruxelles    |        |                   |                               |
| Ghent Gators                  | Gand         |        |                   |                               |
| Grez-Doiceau Fighting Turtles | Grez-Doiceau |        |                   |                               |
| Izegem Tribes                 | Izegem       |        |                   |                               |
| Leuven Lions                  | Lovanio      |        |                   |                               |
| Liège Monarchs                | Liegi        |        |                   |                               |
| Limburg Shotguns              | Beringen     |        |                   |                               |
| Ostend Pirates                | Ostenda      |        |                   |                               |
| Puurs Titans                  | Puurs        |        |                   |                               |
| Waterloo Warriors             | Waterloo     |        |                   |                               |

## Stagione regolare

### Calendario

#### 1ª giornata
| Anversa 15 febbraio 2015 | Leuven Lions | 6 – 32 | Ghent Gators |  |

| Anversa 15 febbraio 2015 | Antwerp Diamonds | 9 – 12 | Ostend Pirates |  |

| Evere 15 febbraio 2015 | Waterloo Warriors | 8 – 24 | Liège Monarchs |  |

| Evere 15 febbraio 2015 | Brussels Tigers | 49 – 6 | Grez-Doiceau Fighting Turtles |  |

#### 2ª giornata
| Izegem 22 febbraio 2015 | Ghent Gators | 40 – 0 | Puurs Titans |  |

| Izegem 22 febbraio 2015 | Izegem Tribes | 16 – 7 | Leuven Lions |  |

| Beringen 22 febbraio 2015 | Ostend Pirates | 6 – 13 | Brussels Black Angels |  |

| Beringen 22 febbraio 2015 | Limburg Shotguns | 21 – 9 | Antwerp Diamonds |  |

#### 3ª giornata
| Archennes 1º marzo 2015 | Brussels Tigers | 34 – 0 | Waterloo Warriors |  |

| Archennes 1º marzo 2015 | Grez-Doiceau Fighting Turtles | 2 – 36 | Liège Monarchs |  |

#### 4ª giornata
| Lovanio 8 marzo 2015 | Izegem Tribes | 0 – 50 | Ghent Gators |  |

| Lovanio 8 marzo 2015 | Leuven Lions | 9 – 26 | Antwerp Diamonds |  |

| Ostenda 8 marzo 2015 | Ostend Pirates | 40 – 0 | Limburg Shotguns |  |

#### 5ª giornata
| Waterloo 15 marzo 2015 | Brussels Tigers | 14 – 12 | Liège Monarchs |  |

| Waterloo 15 marzo 2015 | Waterloo Warriors | 18 – 30 | Grez-Doiceau Fighting Turtles |  |

#### 6ª giornata
| Gand 22 marzo 2015 | Ostend Pirates | 41 – 7 | Leuven Lions |  |

| Gand 22 marzo 2015 | Ghent Gators | 22 – 0 | Antwerp Diamonds |  |

| Izegem 22 marzo 2015 | Brussels Black Angels | 55 – 0 | Puurs Titans |  |

| Izegem 22 marzo 2015 | Izegem Tribes | 24 – 19 | Limburg Shotguns |  |

#### 7ª giornata
| Liegi 29 marzo 2015 | Grez-Doiceau Fighting Turtles | 6 – 22 | Waterloo Warriors |  |

| Liegi 29 marzo 2015 | Liège Monarchs | 0 – 0 | Brussels Tigers |  |

#### 8ª giornata
| Lovanio 5 aprile 2015 | Ghent Gators | 52 – 0 | Limburg Shotguns |  |

| Lovanio 5 aprile 2015 | Leuven Lions | 7 – 48 | Brussels Black Angels |  |

| Anversa 5 aprile 2015 | Antwerp Diamonds | 24 – 6 | Puurs Titans |  |

#### 9ª giornata
| Anderlecht 19 aprile 2015 | Puurs Titans | 47 – 36 | Limburg Shotguns |  |

| Anderlecht 19 aprile 2015 | Brussels Black Angels | 56 – 6 | Izegem Tribes |  |

#### 10ª giornata
| Archennes 26 aprile 2015 | Brussels Tigers | 23 – 14 | Waterloo Warriors |  |

| Archennes 26 aprile 2015 | Grez-Doiceau Fighting Turtles | 0 – 6 | Liège Monarchs |  |

#### 11ª giornata
| Ostenda 3 maggio 2015 | Puurs Titans | 12 – 23 | Leuven Lions |  |

| Ostenda 3 maggio 2015 | Ostend Pirates | 26 – 0 | Izegem Tribes |  |

#### 12ª giornata
| Evere 10 maggio 2015 | Waterloo Warriors | 33 – 34 | Liège Monarchs |  |

| Evere 10 maggio 2015 | Brussels Tigers | 42 – 0 | Grez-Doiceau Fighting Turtles |  |

#### 13ª giornata
| Beringen 17 maggio 2015 | Izegem Tribes | 24 – 0 | Antwerp Diamonds |  |

| Beringen 17 maggio 2015 | Limburg Shotguns | 0 – 50 | Brussels Black Angels |  |

| Gand 17 maggio 2015 | Ghent Gators | 20 – 12 | Ostend Pirates |  |

#### 14ª giornata
| Puurs 24 maggio 2015 | Brussels Black Angels | 39 – 0 | Ghent Gators |  |

| Puurs 24 maggio 2015 | Puurs Titans | 6 – 44 | Izegem Tribes |  |

#### 15ª giornata
| Puurs 31 maggio 2015 | Leuven Lions | 25 – 9 | Limburg Shotguns |  |

| Puurs 31 maggio 2015 | Puurs Titans | 0 – 50 | Ostend Pirates |  |

| Anderlecht 31 maggio 2015 | Brussels Black Angels | 34 – 0 | Antwerp Diamonds |  |

### Classifica

#### BAFL
La classifica della regular season è la seguente:
- PCT = percentuale di vittorie, G = partite giocate, V = partite vinte,  P = partite perse, PF = punti fatti, PS = punti subiti

| Pos. | Squadra                       | PCT   | G | V | N | P | PF  | PS  |
| ---- | ----------------------------- | ----- | - | - | - | - | --- | --- |
| 1    | Brussels Black Angels         | 1.000 | 7 | 7 | 0 | 0 | 295 | 19  |
| 2    | Brussels Tigers               | .917  | 6 | 5 | 1 | 0 | 162 | 32  |
| 3    | Ghent Gators                  | .857  | 7 | 6 | 0 | 1 | 216 | 57  |
| 4    | Liège Monarchs                | .750  | 6 | 4 | 1 | 1 | 112 | 57  |
| 5    | Ostend Pirates                | .714  | 7 | 5 | 0 | 2 | 187 | 49  |
| 6    | Izegem Tribes                 | .571  | 7 | 4 | 0 | 3 | 114 | 164 |
| 7    | Antwerp Diamonds              | .286  | 7 | 2 | 0 | 5 | 68  | 128 |
| 8    | Leuven Lions                  | .286  | 7 | 2 | 0 | 5 | 84  | 184 |
| 9    | Waterloo Warriors             | .167  | 6 | 1 | 0 | 5 | 95  | 151 |
| 10   | Grez-Doiceau Fighting Turtles | .167  | 6 | 1 | 0 | 5 | 44  | 173 |
| 11   | Puurs Titans                  | .143  | 7 | 1 | 0 | 6 | 71  | 272 |
| 12   | Limburg Shotguns              | .143  | 7 | 1 | 0 | 6 | 85  | 247 |

#### FAFL
| Pos. | Squadra               | PCT   | G | V | N | P | PF  | PS  |
| ---- | --------------------- | ----- | - | - | - | - | --- | --- |
| 1    | Brussels Black Angels | 1.000 | 7 | 7 | 0 | 0 | 295 | 19  |
| 2    | Ghent Gators          | .857  | 7 | 6 | 0 | 1 | 216 | 57  |
| 3    | Ostend Pirates        | .714  | 7 | 5 | 0 | 2 | 187 | 49  |
| 4    | Izegem Tribes         | .571  | 7 | 4 | 0 | 3 | 114 | 164 |
| 5    | Antwerp Diamonds      | .286  | 7 | 2 | 0 | 5 | 68  | 128 |
| 6    | Leuven Lions          | .286  | 7 | 2 | 0 | 5 | 84  | 184 |
| 7    | Puurs Titans          | .143  | 7 | 1 | 0 | 6 | 71  | 272 |
| 8    | Limburg Shotguns      | .143  | 7 | 1 | 0 | 6 | 85  | 247 |

#### LFFA
| Pos. | Squadra                       | PCT  | G | V | N | P | PF  | PS  |
| ---- | ----------------------------- | ---- | - | - | - | - | --- | --- |
| 1    | Brussels Tigers               | .917 | 6 | 5 | 1 | 0 | 162 | 32  |
| 2    | Liège Monarchs                | .750 | 6 | 4 | 1 | 1 | 112 | 57  |
| 3    | Waterloo Warriors             | .167 | 6 | 1 | 0 | 5 | 95  | 151 |
| 4    | Grez-Doiceau Fighting Turtles | .167 | 6 | 1 | 0 | 5 | 44  | 173 |

## Playoff e playout

### Tabellone
|  | Wild Card | Wild Card         | Wild Card       |                   |                       | Semifinali            | Semifinali            | Semifinali |  |  | XXVIII Belgian Bowl | XXVIII Belgian Bowl | XXVIII Belgian Bowl |  |
|  |           |                   |                 |                   |                       |                       |                       |            |  |  |                     |                     |                     |  |
|  |           |                   |                 |                   |                       | FAFL1                 | Brussels Black Angels | 14         |  |  |                     |                     |                     |  |
|  |           |                   |                 |                   |                       | FAFL1                 | Brussels Black Angels | 14         |  |  |                     |                     |                     |  |
|  |           |                   |                 | Ostend Pirates    | 6                     |                       |                       |            |  |  |                     |                     |                     |  |
|  | LFFA2     | Liège Monarchs    | 12              | Ostend Pirates    | 6                     |                       |                       |            |  |  |                     |                     |                     |  |
|  | LFFA2     | Liège Monarchs    | 12              |                   |                       |                       |                       |            |  |  |                     |                     |                     |  |
|  | 'FAFL3    | Ostend Pirates    | 22              |                   |                       |                       |                       |            |  |  |                     |                     |                     |  |
|  | 'FAFL3    | Ostend Pirates    | 22              |                   | Brussels Black Angels | Brussels Black Angels | 13                    |            |  |  |                     |                     |                     |  |
|  |           |                   |                 |                   |                       |                       |                       |            |  |  |                     |                     |                     |  |
|  |           |                   | Brussels Tigers | Brussels Tigers   | 8                     |                       |                       |            |  |  |                     |                     |                     |  |
|  |           |                   |                 | Brussels Tigers   | 8                     |                       |                       |            |  |  |                     |                     |                     |  |
|  |           |                   |                 |                   |                       |                       |                       |            |  |  |                     |                     |                     |  |
|  |           |                   |                 |                   |                       |                       |                       |            |  |  |                     |                     |                     |  |
|  |           | LFFA1             | Brussels Tigers | 56                |                       |                       |                       |            |  |  |                     |                     |                     |  |
|  |           |                   |                 | 56                |                       |                       |                       |            |  |  |                     |                     |                     |  |
|  |           |                   |                 | Waterloo Warriors | 14                    |                       |                       |            |  |  |                     |                     |                     |  |
|  | FAFL2     | Ghent Gators      | 22              | Waterloo Warriors | 14                    |                       |                       |            |  |  |                     |                     |                     |  |
|  | FAFL2     | Ghent Gators      | 22              |                   |                       |                       |                       |            |  |  |                     |                     |                     |  |
|  | LFFA3     | Waterloo Warriors | 24              |                   |                       |                       |                       |            |  |  |                     |                     |                     |  |

### Wild Card
| Gand 7 giugno 2015 | Ghent Gators | 22 – 24 | Waterloo Warriors |  |

| Liegi 7 giugno 2015 | Liège Monarchs | 12 – 22 | Ostend Pirates |  |

### Semifinali
| Evere 14 giugno 2015 | Brussels Tigers | 56 – 14 | Waterloo Warriors |  |

| Anderlecht 14 giugno 2015 | Brussels Black Angels | 14 – 6 | Ostend Pirates |  |

### Playout
| Andenne 23 giugno 2015 | Andenne Bears | 13 – 53 | Grez-Doiceau Fighting Turtles |  |

### XXVIII Belgian Bowl
| Belsele 26 giugno 2015 | Brussels Black Angels | 13 – 8 | Brussels Tigers |  |

## Verdetti
- Brussels Black Angels Campioni del Belgio 2015